# Baldwin (New York, Nassau megye)
Baldwin statisztikai település Hempstead városban, az USA New York állam Nassau megyéjében. Lakosainak száma 33 919 fő (2020).

## Népesség
| 2010 | 24 033 |
| 2020 | 33 919 |

## Nevezetes emberek
- Taylor Dayne, énekesnő
- Jonathan Demme, Oscar-díjas rendező
- Busta Rhymes, rapper
- Dee Snider, énekes, színész